# Metzing
Metzing település Franciaországban, Moselle megyében. Lakosainak száma 693 fő (2022. január 1.). Metzing Diebling, Guebenhouse, Hundling és Nousseviller-Saint-Nabor községekkel határos.

## Népesség
A település népességének változása:
| Lakosok száma | 439  | 563  | 536  | 562  | 646  | 624  | 645  | 652  | 665  | 693  |
|               | 1968 | 1982 | 1999 | 2006 | 2011 | 2015 | 2017 | 2018 | 2020 | 2022 |